# Mariann Ambrus
Mariann Ambrus, nach Heirat Mariann Feketé, (* 24. April 1956 in Budapest; † 19. Oktober 2007 ebenda) war eine ungarische Ruderin.

## Leben und Karriere
Mariann Ambrus belegte bei den Europameisterschaften 1973 als Siegerin im B-Finale den siebten Platz im Einer. Bei den Weltmeisterschaften 1975 in Nottingham gewann sie im Einer die Silbermedaille hinter Christine Scheiblich aus der DDR, mit dem ungarischen Achter siegte sie im B-Finale und belegte den siebten Platz. Bei der olympischen Premiere im Frauenrudern 1976 in Montreal gelang Mariann Ambrus der Finaleinzug, sie erreichte aber nur als Sechste und Letzte das Ziel. Bei den Weltmeisterschaften 1977 erruderte Ambrus die Bronzemedaille hinter Scheiblich und der Bulgarin Iskra Welinowa. 1978 in Neuseeland siegte erneut Christine Scheiblich, hinter der sowjetischen Ruderin Anna Kondraschina erhielt Mariann Ambrus erneut die Bronzemedaille. Bei den Weltmeisterschaften 1979 und bei den Olympischen Spielen 1980 ruderte Mariann Ambrus jeweils auf den achten Platz im Einer. In den folgenden Jahren ruderte Mariann Ambrus international nicht mehr im Einer, sondern in den größeren Skullbooten. Mit dem ungarischen Doppelvierer belegte sie bei den Weltmeisterschaften 1981 genauso den vierten Platz wie bei den Weltmeisterschaften 1983 mit dem Doppelzweier.